# Tango (dramat)
Tango – dramat Sławomira Mrożka, opublikowany po raz pierwszy w 11. numerze „Dialogu” w roku 1964. Po raz pierwszy wystawiony w 1965 w Bydgoszczy. Wydany w 1973 w 2. tomie Utworów scenicznych.

## Okoliczności powstania i publikacja
3 czerwca 1963 r. Mrożek opuścił Polskę i udał się do Włoch (oficjalnie był to wyjazd wakacyjny, jednak dramaturg planował to jako próbę emigracji lub emigrację – i tym wyjazd stał się w istocie). Tango było pierwszą sztuką, jaką napisał po opuszczeniu kraju.
Premiera sceniczna utworu odbyła się w 1965 r., niemal jednocześnie w trzech miastach – w Belgradzie, Bydgoszczy i Warszawie.

## Akcja
Bohaterem sztuki jest Artur, syn awangardowego artysty Stomila i Eleonory. Rodzice burzyli się przeciwko tradycji, szokowali i niszczyli stary porządek. W ich domu banuje bałagan, wszędzie walają się stare, niepotrzebne przedmioty, a Eleonora zdradza Stomila z niejakim Edkiem, o czym Stomil wie. Artur dorasta więc w świecie pozbawionym ładu, hierarchii i moralnego porządku. On sam nie ma więc możliwości buntowania się przeciwko konwencji i uzyskania w ten sposób dojrzałości.
Aby nadać rzeczom znaczenie, postanawia posłużyć się tragedią. W tym celu namawia Stomila, aby zabił kochanka swojej żony, Edka. Tragedia jednak zmienia się w farsę – Stomil co prawda wchodzi z pistoletem do pokoju, w którym jest Edek, jednak zamiast zabójstwa, odbywa się w nim przyjazna gra w karty, w której biorą udział również niedoszła ofiara i niedoszły morderca.
Artur postanawia więc narzucić wszystkim tradycyjne role rodzinne, za pomocą tradycyjnej ceremonii ślubnej. Postanawia ożenić się ze swoją kuzynką Alą, odgrywając przy tym wszelkie tradycje – oświadczyn, błogosławieństwa, orszaku ślubnego itp. Zmuszona przez Artura, Ala przystaje na oświadczyny. Jednak do małżeństwa nie dochodzi – Artur przychodzi na ślub kompletnie pijany (co mu się nie zdarzało) i dochodzi do wniosku, że rodzina nie może być ośrodkiem, wokół którego odbudowany zostanie tradycyjny ład. Postanawia ośrodkiem takim uczynić przemoc i terror. W tym celu sięga po pomoc grubiańskiego, prymitywnego Edka. Jednakże, czując się zlekceważona emocjonalnie przez niedoszłego męża, Ala okłamuje go, że zdradziła go z Edkiem, Artur w rozpaczy planuje go zamordować. Efekt jednak jest odwrotny - Edek słysząc co mówi zabija go uderzeniami rewolwera w tył głowy. Następnie przejmuje jego rolę i plan wprowadzenia porządku za pomocą terroru i siły. Miejsce Artura, intelektualisty-idealisty zajmuje Edek, uosobienie prostackiej siły i to on wprowadza porządek w świecie. Kończy dramat, tańcząc z Eugeniuszem tango La cumparsita.

### Bohaterowie dramatu
- Artur – syn Eleonory i Stomila
- Ala – kuzynka i narzeczona Artura
- Edek – czyli „partner z wąsikiem”, kochanek Eleonory, stały bywalec w domu Stomilów
- Eugeniusz – wuj Artura i brat Eugenii
- Eugenia – babcia Artura
- Eleonora – matka Artura
- Stomil – ojciec Artura

## Interpretacje
Według Haliny Stephan ukazany w Tangu humorystyczny konflikt pokoleń, w którym młode pokolenie staje w obronie tradycji, a starsze – po stronie buntu, służy pokazaniu zjawisk zachodzących we współczesnej kulturze, w której dochodzi do erozji wartości. Zjawisko to rozpoczęło się od międzywojennych ruchów awangardowych, a wzmocnione zostało przez II wojnę światową i późniejsze przemiany społeczne. Przypominająca śmietnik przestrzeń mieszkania, zagracona przedmiotami z przeszłości (katafalk, suknia ślubna) reprezentuje chaos pozostawiony przez ruchy awangardowe (reprezentowane w utworze przez Stomila), które skupione były na destrukcji i wolności i nie pozostawiły następnemu pokoleniu niczego poza chaosem ideowym. Walka pomiędzy zwolennikami powrotu dawnego stanu rzeczy i odzyskania porządku (reprezentowanymi przez Artura), a jego burzycielami (Stomil), kończy się zwycięstwem opartej na prymitywnej sile dyktatury, reprezentowanej przez Edka. Bowiem przemoc jest jednym, co może powstrzymać rozchwianie świata pozbawionego wartości i hierarchii.
Stephan wskazuje także, że możliwym, choć rzadko wykorzystywanym w konkretnych realizacjach, sposobem odczytania Tanga, jest potraktowanie go jako sztuki o seksie, zazdrości i o traktowaniu kobiet. Badaczka zwraca uwagę, że Artur uzasadnia swoje działania motywami wywiedzionymi z intelektu, ale w rzeczywistości punkty zwrotne powiązane są z motywacjami erotycznymi – to niewierność Ali pcha go do przegranej konfrontacji z Edkiem, a romans matki z lokajem rodziny powoduje, że nasila kontrolę nad rodziną. Stephan wskazuje, że Ala zdradza Artura celowo, aby załamać jego plany, ponieważ jest przez niego traktowana instrumentalnie, pchana w niechciany ślub i poświęcenie dla idei.
Badaczka przywołuje też interpretację Tanga w kontekście biografii duchowej Mrożka – Artur reprezentowałby w niej tęsknotę dramaturga za światem opartym na porządku i wartościach. Jednak taka tęsknota grozi autorowi stagnacją, Mrożek musi więc zabić Artura w sztuce i Artura w sobie.
Według Krzysztofa Wolińskiego Tango jest dramatem o rozpadzie etosu mieszczańskiego, na którym to etosie opierał się ład i bezpieczeństwo kultury Zachodu.
Z kolei Martin Esslin czyta dramat Mrożka jako opowieść o dynamice rewolucji, która zaczyna się jako ruch burzycielski, pod którego naporem zniszczeniu ulega tradycyjny ład, następnie jednak traci motywację idealistyczną i przechodzi w konformizm, a w końcu – prymitywną walkę o władzę i korupcję.
Według Anny Krajewskiej, Tango można czytać w kontekście lęku przed ideą czy władzą brutalnie narzuconą. Ale badaczka proponuje też inne odczytanie – tango wyraża tęsknotę za indywidualizmem, za światem, w którym nie trzeba opowiadać się albo za tradycją, albo za awangardą, ani za zrównującym wszystko chaosem, ani sztywną formą. Sztuka może być wyrazem osobistej ekspresji i nie musi się ani niczemu sprzeciwiać, ani niczego negować. Z kolei Dariusz Piotr Klimczak, w książce Tango śmierci. Sławomira Mrożka rzeczy ostateczne, proponuje wpisać sztukę w uniwersalny kod Absurdystycznego Misterium Mortis, dowodząc, iż jest to współczesny moralitet, a tango to rodzaj absurdalnego danse macabre – tańca śmierci.

## Tangowobec tradycji literackiej
Tango stanowi parodię dramatu rodzinnego – podejmuje temat walki pokoleń, buntu młodego człowieka przeciwko rodzinie, ale schemat ten jest odwrócony – u Mrożka to młodsze pokolenie upomina się o tradycję i konserwatywne wartości, a pokolenie rodziców reprezentuje awangardę i burzenie ustalonych porządków. Z kolei stosunek rodziny Stomila, reprezentującej lewicującą inteligencję, do reprezentującego lud Edka, są parodią chłopomanii z Wesela Stanisława Wyspiańskiego. Podobnie jednak jak w dramacie Wyspiańskiego, ogarnięta chłopomanią inteligencja nie rozumie innej warstwy społecznej, lekceważy jej inność i widzi ją zgodnie ze swoimi idealistycznymi wyobrażeniami.
Tango jest groteskową tragikomedią – wypowiedzi postaci są nieadekwatne do sytuacji (zbyt poważne do komicznej sytuacji lub zbyt komiczne w sytuacji poważnej), świat przedstawiony jest na opak, styl wysoki i niski zderzają się ze sobą.
Utwór Mrożka (jak i wiele innych tego autora) jest zaliczany do teatru absurdu (choć sam Mrożek odżegnywał się od tego pojęcia, wskazując, że jego sztuce jest znacznie bliżej do realizmu).

## Wybrane adaptacje
- Teatr Współczesny w Warszawie, reż. Erwin Axer, premiera 7 lipca 1965 r.[20]
- Ognisko Polskie w Londynie, reż. Leopold Kielanowski, premiera jesienią 1965, dekoracje Tadeusz Orłowicz, administracja Beno Koller, zdjęcia Pierre Dowgierd; obsada: Leon Biedrzycki (Edek), Krzysztof Jakubowicz (Artur), Maryna Buchwaldowa (Eleonora), Bogdan Urbanowicz (Stomil), Ewa Suzin (Ala), Henryk Vogelfänger (Eugeniusz), Teodozja Lisiewicz (Eugenia)[21][22][23]
- Teatr Kameralny w Krakowie, reż. Jerzy Jarocki, premiera 17 grudnia 1965 r.[20]
- przedstawienie Teatru Telewizji, reż. Piotr Szulkin, realizacja telewizyjna Janusz Kasprzak. Obsada: Maria Ciunelis, Jerzy Stuhr, Marcin Troński, Joanna Żółkowska, Ewa Frąckiewicz, Henryk Bista, Marek Walczewski. Premiera: 6 stycznia 1992 r.[24]
- Teatr Współczesny w Warszawie, reż. Maciej Englert, premiera: 1997 r.[25]
- przedstawienie Teatru Telewizji, reż. Maciej Englert. Obsada: Danuta Szaflarska, Wiesław Michnikowski, Marta Lipińska, Zbigniew Zapasiewicz, Krzysztof Kowalewski, Ewa Gawryluk, Piotr Adamczyk. Premiera: 1999 r.[25]
- Teatr Narodowy w Warszawie, reż. Jerzy Jarocki. Obsada: Grażyna Szapołowska, Ewa Wiśniewska, Jan Frycz, Marcin Hycnar, Jan Englert, Grzegorz Małecki. Premiera: 10 października 2010[26]
- Teatr Współczesny w Szczecinie, reż. Mateusz Przyłęcki. Obsada: Maciej Litkowski, Grażyna Madej, Robert Gondek, Anna Januszewska, Jacek Piątkowski, Beata Zygarlicka, Barbara Biel. Premiera: 9 października 2010 r.[27]
- Teatr im. Wilama Horzycy w Toruniu, reż. Piotr Ratajczak. Obsada: Anna Magalska, Ewa Pietras, Joanna Rozkosz, Paweł Kowalski, Tomasz Mycan, Michał Marek Ubysz, Arkadiusz Walesiak. Premiera: 12 września 2017 r.[28]

## Odbiór
Tango jest najsłynniejszym utworem Sławomira Mrożka i jego najczęściej wystawianą (również poza Polską) sztuką. W roku premiery odniósł sukces sceniczny, w Teatrze Współczesnym Tango w reżyserii Erwina Axera od 7 lipca 1965 r. zagrano 350 razy (zawsze z pełną widownią). Podobny sukces odniosło w Krakowie (Teatr Kameralny, reż. Jerzy Jarocki, premiera 17 grudnia 1965), gdzie grano je ponad 200 razy, a przedstawieniom towarzyszyły entuzjastyczne reakcje publiczności. Sztukę zdjęto ze scen polskich w 1968 r., po tym, jak cenzura zakazała jej wystawiania – była to reakcja na opublikowany przez Mrożka list w Le Monde i Kulturze, w którym to liście pisarz wypowiedział się przeciwko interwencji wojsk polskich w Czechosłowacji.
Utwór został przetłumaczony na języki obce: włoski, angielski, węgierski, japoński, francuski, norweski, fiński, szwedzki, portugalski, rumuński, grecki, słoweński, czeski, słowacki, duński, estoński, rosyjski, niemiecki, hiszpański i esperanto. Powodzeniem cieszyły się adaptacje sceniczne za granicą – Erwin Axer grał swoją wersję Tanga dla publiczności w Düsseldorfie, gdzie odbyło się ponad 200 przedstawień, a także m.in. na Berlińskim Festiwalu Teatralnym i Festiwalu Teatralnym we Florencji. Sukcesem sztuka była także w Nowym Jorku, gdzie przedstawienie w reżyserii Heinza Engelsa grano Tango przez 2 lata, a także w Helsinkach, Genui, Hajfie i Londynie (grane przez Royal Shakespeare Company w 1966 r.). Popularność zagraniczna utrzymywała się również w latach 90. XX wieku – w pierwszej połowie tamtej dekady prawa do wystawienia Tanga udzielono 24 teatrom poza Polską.
W 1970 r. Tango zostało przez hiszpańskich krytyków nagrodzone nagrodą za najlepszą sztukę zagranicznego autora. W 1972 otrzymało natomiast Austriacką Państwową Nagrodę Literacką.